# Luca Taranzano
Luca Taranzano (2 gennaio 1998) è un ex sciatore alpino italiano.

## Biografia
Originario di Caneva e attivo dal dicembre del 2014, in Coppa Europa Luca Taranzano ha esordito il 17 gennaio 2019 a Plan de Corones in slalom gigante senza completare la prova, ha ottenuto il miglior piazzamento il 22 gennaio 2024 a Tarvisio in supergigante (13º) e ha preso per l'ultima volta il via il 22 marzo dello stesso anno a Kvitfjell nella medesima specialità (31º); si è ritirato al termine della stagione 2023-2024 e la sua ultima gara in carriera è stata uno slalom gigante FIS disputato il 12 aprile a Madonna di Campiglio. Non ha debuttato in Coppa del Mondo e non ha preso parte a rassegne olimpiche o iridate.

## Palmarès

### Coppa Europa
- Miglior piazzamento in classifica generale: 100º nel 2024

### Campionati italiani
- 2 medaglie:
  - 1 argento (supergigante nel 2023)
  - 1 bronzo (combinata nel 2023)